# Vystrkov (Pelhřimovi járás)
Vystrkov település Csehországban, a Pelhřimovi járásban. Vystrkov Humpolec és Komorovice településekkel határos. Lakosainak száma 277 fő (2024. január 1.).

## Népesség
A település lakosságának változását az alábbi diagram mutatja:
| Lakosok száma | 208  | 258  | 223  | 188  | 183  | 234  | 275  | 284  | 277  | 277  |
|               | 1869 | 1900 | 1921 | 1961 | 1980 | 2011 | 2016 | 2019 | 2021 | 2024 |